# Renzo Morigi
Renzo Morigi (Ravenna, 28 dicembre 1895 – Bologna, 13 aprile 1962) è stato un tiratore a segno italiano, medaglia d'oro ai Giochi olimpici di Los Angeles 1932.

## Biografia
Durante il ventennio aderì al fascismo, divenendo Segretario Federale del fascio a Ravenna e dal 1933 al 1935 vice-segretario del PNF. Il 13 settembre 1927 il gerarca Ettore Muti subisce un attentato, mai ben chiarito, nella piazza principale di Ravenna. Lorenzo Massaroli, un bracciante a cui Muti ed i suoi accolito aveva picchiato e ricinato il padre, esplose alcuni colpi d'arma da fuoco contro un capannello formato da ufficiali dalla MVSN ferendo due volte al braccio ed all'inguine Muti e colpendo Morigi ad una gamba. Renzo Morigi rispose al fuoco uccidendo l'attentatore.
Fu eletto alla XXIX e XXX Legislatura del Regno.
Nel 1943 aderì alla Repubblica Sociale Italiana.

## Palmarès
| Anno | Manifestazione  | Sede        | Evento       | Risultato | Tempo | Note  |
| ---- | --------------- | ----------- | ------------ | --------- | ----- | ----- |
| 1932 | Giochi olimpici | Los Angeles | Pistola 25 m | Oro       | 42 pt | [ 4 ] |